# Бронепалубни крайцери тип „Пилау“
Пилау (на немски: Pillau са серия от два бронепалубни крайцери(срещат се и като тип леки крайцери или крайцери проект №356) на Императорските военноморски сили на Германия от времето на Първата световна война. Построени са в Германия по поръчка на Руския императорски флот в съответствие с програмата за усилено корабостроене на Комисията по държавна отбрана на Руската империя. След започването на Първата световна война са реквизирани от германското правителство. Всичко от проекта са построени 2 единици: „Пилау“ (на немски: SMS Pillau) и „Eлбинг“ (на немски: SMS Elbing).

## Проектиране
Проектирането на малък турбинен крайцер в руското Морско министерство се води паралелно с проектирането на леките крайцери с водоизместимост 6800 t за Балтийско и 7600 t за Черно море.
Руския флот изпитва остра нужда за кадри на машинисти-турбинисти за обслужването на турбините на новите кораби. За това в новата корабостроителна програма са включени два крайцера малък тип, които трябва да служат като учебни кораби за подготовка на машинисти-турбинисти. Тази задача Морския генерален щаб (МГЩ) счита за главна. Също са поставени и задачите: да се заменят в Далечния изток намиращите се в състава на Сибирската военна флотилия остарелите крайцери „Асколд“ и „Жемчуг“ и да се използват там като бързоходни минни заградители, за което трябва много по-голяма, отколкото при ескадрените миноносци, маневреност и подобрени други качества. Изискванията за маневренност се планира да въдат подобрени за сметка на ограничаване на дължината (до 130 m) и по-пълни обводи, макар това да се отнася отрицателно на ходкостта на кораба.
Главното управление по корабостроене и снабдяване (ГУК) се обръща през 1912 г. към фирмите „Ансалдо“, „Шихау“ и „Вулкан“ с предложение да вземат участие в конкурс за проект на малък крайцер. По препоръки на МГЩ, две оръдия трябва да има на бака, две – на носовата надстройка, две – на кърмовата и две – на юта. Специалистите смятат, че поставянето на оръдия на надстройките значително ще усили огъня по носа и кърмата, а също така ще освободи място за поставяне на минните релси. Четирите противоаеропланни оръдия следва да се поставят така, че да не пречат на действията на главния калибър и да имат голям ъгъл на обстрел. Тъй като в техническото поръчения няма описана конкретна водоизместимост, всички предложени проекти имат различна водоизместимост: Путиловски завод предлага 4000 t, Невския – 3800 t, Ревелския – 3500 t, „Вулкан“ – 4600 t, „Шихау“ – 4000 t. При задълбочаване на проектирането и отстраняването на забележките на МГЩ и ГУК, водоизместимостта постепенно нараства, а скоростта на кораба, естествено, намалява.
След като се запознава с постъпилите предложения, Морското министерство отдава предпочитание на германската фирма „Шихау“, която се ангажира да построи първия крайцер до 15 юли 1914 г., а втория – до четири месеца по-късно. Другите заводи не са готови веднага да започнат строежа на крайцерите. Путиловската корабостроителница и Ревелския завод на Руското общество за производство на снаряди и военни припаси са все още в строеж, а Невския завод едвам се справя със строителството на два ескадрени миноносеца за Черно море.
Проектът на „Шихау“ представлява леко модернизирания „SMS Mainz“ – крайцер на типа „Колберг“.
За създаване на парата са използвани 10 парни водотръбни котела „Яроу“ (6 въглищни, 4 нефтени), турбините и винтовете повтарят тези, използвани в най-новия крайцер „SMS Karlsruhe“. Парните турбини работят на 2 вала и има проектна мощност от 30 000 к.с. (28 000), проектната скорост е 27,5 възела (51 km/h).
През януари 1913 г. чертежите на крайцерите, получили имена „Муравьёв-Амурский“ и „Невельской“, са изпратени за преглед.
Двата крайцера са спуснати на вода през 1914 г., когато вече текат преговорите между Русия и Англия, които водят до окончателното оформяне на Тройното съглашение, насочено против австро-германския блок.
На 1 август 1914 г. е обявена войната между Германия и Русия. Това става причина за реквизирането на руската собственост, намираща се на територията на Германия. Юридически крайцерите сменят собственика си на 6 август.

## Конструкция
Имперското морско министерство се разпорежда да се продължи строителството на корабите, независимо от несъответствието между заложените в проекта руски идеи и практиката на германския флот.
Вътрешната компоновка, съответства на руските стандарти, така например водоотливната система е не магистрална, а кръгова. Впоследствие подобен тип водоотливна система е използван на крайцерите тип „Брумер“.
Според руския проект те следва да са въоръжени с осем 130 mm оръдия, в Германия корабни оръдив такъв (или близък 122 – 138 mm) калибър няма, а поставянето на 105 mm по ред причини се оказва невъзможна.
Тогава избират 150 mm оръдия, които са поставени на крайцерите, които стават първите кораби от този клас в германския флот с артилерия от този калибър. Едновременно сменят и калибъра на зенитната артилерия: вместо четири 63,5 mm оръдия са монтирани четири (по други данни – пет) 52 mm (по-късно заменени на две 88 mm).

### Въоръжение
Артилерийското въоръжение трябва да бъде осем 130 mm оръдия на единични лафети (боекомплектът съставлява 1400 изстрела или 175 снаряда на ствол), четири 63 mm/38 зенитни оръдия на „Сухопътното ведомство“ със запас от 220 снаряда на ствол и четири картечници Ма́ксим с боекомплект 15 000 патрона на ствол. Освен това проекта предвижда и възможност за носене на до 150 мини.
Крайцерите влизат в строй с друго въоръжение.
Главния калибър се състои от осем 150 mm SK L/45 оръдия на единични установки. Две от тях се намират рамо до рамо на бака, четири са разположени в средната част на съда, по две на всяка страна, и две се намират на кърмата, отново едно до друго. Оръдията имат максимална далечина на стрелбата до 17 600 m. Боекомплектът им съставлява 1024 изстрела или 128 снаряда на ствол.
Зенитното въоръжение на корабите първоначално се състои от четири 52 mm L/55 оръдия, впоследствие заменени с две 88 mm SK L/45 зенитни оръдия.
Крайцерите имат и два надводни 500 mm торпедни апарати. Освен това могат да носят до 120 мини.

### Брониране
Общата схема на бронирането повтаря типа „Колберг“. Даже е още по-леко. Бронирана палуба е главната защита на крайцерите. Хоризонталния участък на палубата има дебелина 20 mm, скосовете към бордовете са дебели 40 mm от никелова броня. Така също палубата се спуска под водолинията и изтънява до 15 mm към носа и кърмата на крайцера. Над рулевата машина нейната дебелина се увеличава до 80 mm. Бойната рубка има дебелина на стените 75 mm и стоманен 50 mm покрив.

### Главна енергетична установка
Главната енергетична установка включва в себе си десет парни котела и два турбинни агрегата, всеки от които трябва да работи на отделен гребен вал и се състои от парни турбини високо и ниско налягане, а също така и турбини за задния ход, конструктивно изпълнени в един корпус с турбината на ниското налягане; ТВН се намират носовите турбинни отделения, ТНН с кондензаторите и циркулационните помпи в кърмовите.
Десетте парни котела „Яроу“, със сумарна подгревна повърхност от 4880 m², са поместени в пет котелни отделения: в трите носови – по два на въглища, в двете кърмови – два двустранни на мазут.
Работното налягане на парата е 18 atm

#### Далечина на плаване и скорост на хода
Проектната мощност съставлява 28 000 к.с. при честота на въртене 345 rpm, което следва да подсигури скорост на хода от 27,5 възела, максималната мощност на турбините за заден ход е 10 хил. к.с. при 270 оборота в минута.
Запасът гориво се състои от 620 t въглища и 580 t нефт, достатъчни за плаване от 4300 морски мили на 12 възела ход. За зареждане на нефт има две помпи с производителност 50 t/h всяка.
| Разход на гориво от турбините според мощността |                 |               |                             |                                  |
|                                                | Скорост, възела | мощност, к.с. | Денонощен разход угля дл. т | Далечина на плаване, морски мили |
| 4/5 мощност                                    | 25,6            | 21 920        | 446                         | 1750                             |
| Максимална продължителна скорост               | 25,0            | 19 180        | 400                         | 1900                             |
| 3/5 мощност                                    | 24,2            | 16 440        | 352                         | 2100                             |
| 2/5 мощност                                    | 22,0            | 10 960        | 258                         | 2600                             |
| 1/5 мощност                                    | 18,0            | 5480          | 164                         | 3340                             |
| 10,0 възела                                    | 10,0            | 960           | 46                          | 6600                             |

## История на службата
| Име          | Заложен | Спуснат на вода    | Влиза в строй       | Изваден от състава на флота |
| ------------ | ------- | ------------------ | ------------------- | --------------------------- |
| „SMS Pillau“ | 1913 г. | 11 април 1914 г.   | 14 декември 1914 г. | 20 юли 1920 г.              |
| „SMS Elbing“ | 1913 г. | 21 ноември 1914 г. | 1 септември 1915 г. | 1916 г.                     |

„Eлбинг“ (строителен №894 ), поръчан като руски малък крайцер „Невельской“ (от 6 февруари 1914 г. „Адмирал Невельской“). Постройката на крайцера започва в корабостроителницата F. Schichau в Данциг през юли 1913 г., заложен е официално на 10 септември 1913 г..
На 1 август 1914 г. започва войната между Германия и Русия. Това става причина за реквизиция на руската собственост, намираща се на територията на Германия. Юридически крайцера сменя собственика си на 6 август.
Въведен е в строй на 1 септември 1915 г.
По време на своята служба участва само в две големи операции.
Първата е обстрела Ярмут и Лоустофт, проведена през април 1916 г.
Месец по-късно, той участва в Ютландското сражение.
В хода на Ютландския бой от 31 май в 23:15 часа 4-та британска флотилия (10 разрушителя) с лидера „Типерери“ се срещат с крайцерите на Бедикер, които откриват огън, разстрелвайки го почти от упор, в резултат на лидера загива почти целия му екипаж. Четири британски миноносеца изстрелват торпеда, при „Eлбинг“ торпедо преминава под кила.
Крайцерите обръщат посоката и се опитват да се скрият зад строя на линейните кораби, „Eлбинг“ попада в 0:30 часа на 1 юни 1916 г. под тарана на флагмана на контраадмирал Енгелхард – линкорът „Позен“, след което потъва. Загиват 4 души. В 2:25 часа миноносеца „S 53“ доближава борда на крайцера, 477 души се прехвърлят на борда на миноносеца. На „Eлбинг“ остават командира, старшия офицер, миньорска команда и екипажа на гребен катер, състоящ се от доброволци.
„Пилау“ (строителен №893 ) поръчан като руски малък крайцер „Муравьев-Амурский“. Заложен е от F. Schichau в Данциг на 12 февруари 1913 г., (официално 10 септември 1913 г. по стар стил), спуснат е на вода на 11 април 1914 г. (29 март 1914 г. по стар стил).
На 6 август Германското правителство реквизира крайцера. Влиза в строй на 14 декември 1914 г. Крайцерът служи повечето време във втора разузнавателна група на Флота на откритото море, води разузнаване в Балтийско и Северно море. В периода април-май 1915 г. крайцера участва в минно-заградителни операции. През август 1915 г. участва в състава на съединението на вицеадмирал Ерхард Шмид в битката за Рижкия залив против Руския флот. На 29 август крайцерът отново се връща в Северно море. В нощта на 11 към 12 септември участва в минно-заградителната операция при пясъчната банка Зварте, в нощта на 19 към 20 октомври в операцията при банката Амрум, а в нощта на 23 по 24 октомври на изхода от Хелголандския залив. От 16 до 19 декември „Пилау“ в състава на съединението на контраадмирал Бедикер и контролира корабоплаването в проливите Скагерак и Категат, а на 31 май – 1 юни 1916 г., участва в Ютландската битка. Крайцерът получава попадение от снаряд голям калибър в носовата надстройка. Независимо от излизането от строй на нефтените котли, корабът успява да избегне загуба на ход. Загубите сред екипажа са 4 убити и 23 ранени. Той помага на силно повредения крайцер „Зайдлиц“ да достигне пристанище на 2 юни, след края на боя. Взема участие във втората битка при Хелголанд, не получава повреди. „Пилау“ трябва да участва в последната операция на Флота на откритото море през последните седмици на войната, но вълненията във флота карат ръководството да отмени похода. „Пилау“ по репарации е предаден на Италия.
Преименуван е на „Бари“, и започва службата си в Кралския флот през януари 1924 г. Корабът е преустройван и ремонтиран няколко пъти през следващите две десетилетия. През първите години на Втората световна война подсигурява огнева поддръжка на италианските войски в няколко стълкновения в Средиземноморието. През 1943 г. е планирано да се преустрои на кораб за ПВО, но чакайки превъоръжаване е потопен от бомбардировачи на ВВС на САЩ в Ливорно през юни 1943 г. на плитководието. През 1944 г. немците изваждат „Бари“. Крайцера е предаден за скрап през януари 1948 г.

## Коментари
1. ↑  Всички данни са към момента на влизането в строй.
2. ↑  Според немската класификация те се обозначават като малки крайцери (на немски: Kleiner Kreuzer), по руската класификация – крайцери малък турбинен тип.
3. ↑  Префиксът „SMS“ е от на немски: Seiner Majestat Schiff (Кораб на Негово Величество).
4. ↑  Съгласно номенклатурата на артилерията на флота на Германската империя „SK“ (Schnelladekanone) означава „скорострелно оръдие“, а L/45 означава сравнителната дължина на оръдието в калибри. В дадения случай L/45 означава, че дължината на оръдието съставлява 45 негови калибра (150 × 45).
5. ↑  Без оглед на общокорабните нужди.